# Boxeři
Boxeři (v anglickém originále Play It to the Bone) je americký sportovní komediálně-dramatický film z roku 1999, který napsal a režíroval Ron Shelton. Woody Harrelson a Antonio Banderas v něm hrají dva boxery a nejlepší přátele, kteří společně cestují do Las Vegas, aby se utkali, přičemž vítěz získá zápas o titul mistra střední váhy.
Ve vedlejších rolích se objevili Lolita Davidovich, Tom Sizemore, Lucy Liu a Robert Wagner. Film propadl u kritiky i komerčně. 

## Děj
Stárnoucí boxeři a nejlepší přátelé Vince Boudreau a Cesar Dominguez litují, že nikdy nedostali poslední šanci zazářit. Nečekaně se jim tato příležitost naskytne – ale pouze za podmínky, že budou bojovat proti sobě. Promotér Joe Domino čelí problému, když mu na poslední chvíli odpadne zápas v předzápase k hlavnímu souboji s Mikem Tysonem. Rychle hledá náhradu a osloví Vince a Cesara. Oba souhlasí, když jim Domino slíbí, že vítěz získá šanci bojovat o titul mistra světa ve střední váze.
Mají jen den na cestu do Las Vegas a rozhodnou se jet autem. Požádají o pomoc svou bývalou lásku Grace, která plánuje v kasinech prosadit své podnikatelské nápady. Během cesty naberou stopařku, která uráží Grace, až ji nakonec omráčí.
Zápas v ringu je zpočátku přehlížen, ale když si oba boxeři začnou tvrdě vyměňovat údery, publikum i televizní komentátoři si jich začnou všímat. Po divokém souboji bez vítěze dostanou dobře zaplaceno, ale většinu výhry prohrají v kasinu. Grace sice neuspěje se svými nápady, ale získá trvalé přátelství dvou tvrdohlavých, ale dobrosrdečných chlapů.